# 8991 Солідаріті
8991 Солідаріті (8991 Solidarity) — астероїд головного поясу, відкритий 6 серпня 1980 року.
Тіссеранів параметр щодо Юпітера — 3,296.